# 阿蘇ジオパーク
阿蘇ジオパーク（あそジオパーク、英: Aso Geopark）は、熊本県阿蘇地方にある阿蘇カルデラを中心とした日本のジオパークである。
世界最大級の規模を誇る阿蘇カルデラと、現在も噴煙を上げ、平穏時は火口を見学することができる中岳など、日本を代表する活火山をテーマとしている。2009年に、阿蘇地域の8市町村を阿蘇ジオパークとして日本ジオパークに登録され、その後2014年9月に、世界ジオパークにも登録された。

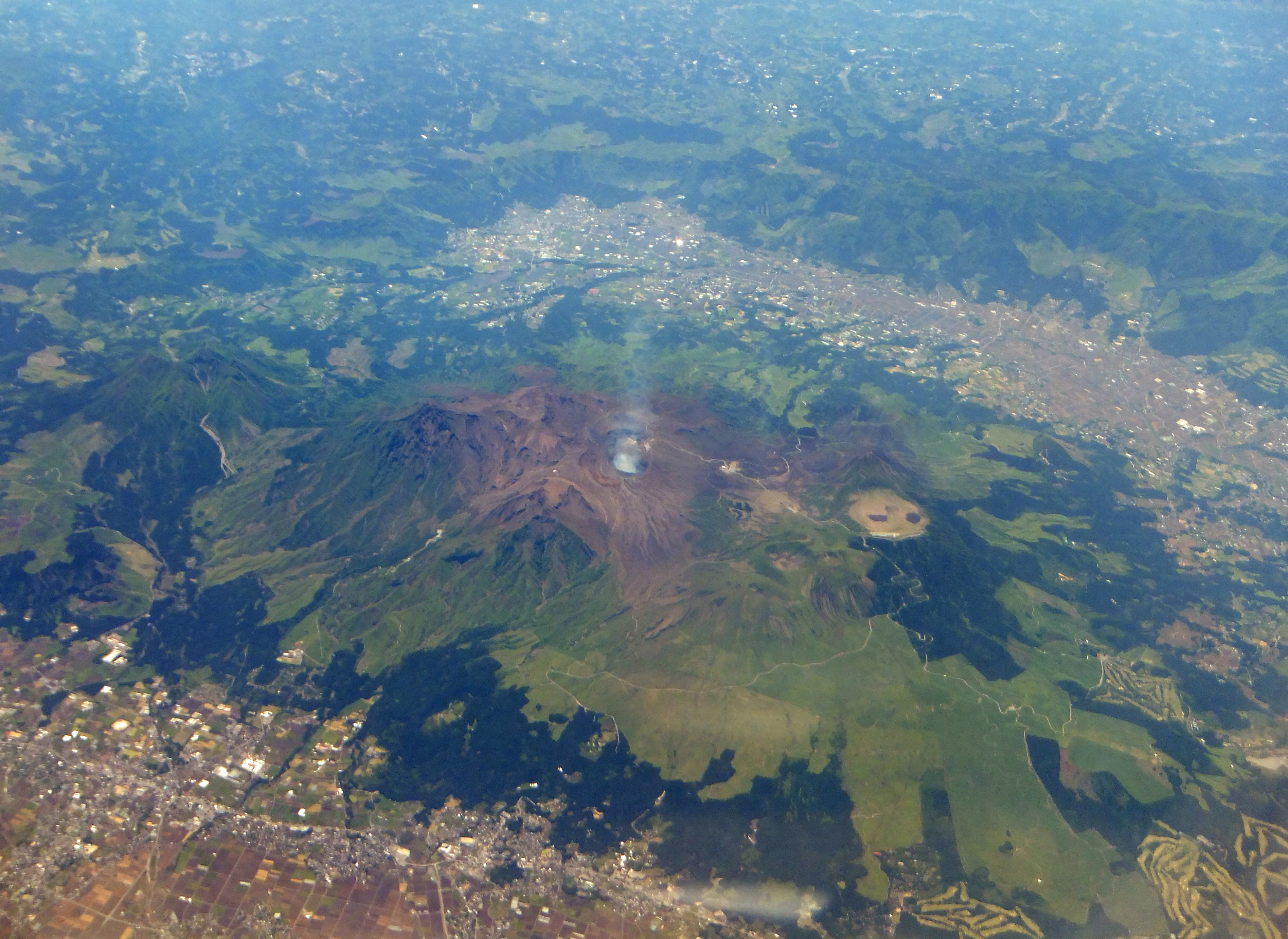
阿蘇カルデラ空撮(2014年5月)
中央火口丘の南北に広がる市街地、耕地、牧草地はカルデラ内に存在する

## テーマ
阿蘇ジオパークのテーマは「阿蘇火山の大地と人間生活」である。

## ストーリー
1.巨大噴火とその爪痕を感じる
阿蘇火山は世界有数の規模を誇る阿蘇カルデラを有している。巨大カルデラの形成は約27万年前から約9万年前までに計4回の爆発的噴火によるものとされる。その中でも最大のAso-4噴火は約600km3の火砕物を放出し、火砕流は海を隔てた秋吉台（山口県）まで流走した。Aso-4の噴火は現在の広大な火砕流台地の元となっている。
2.地球の息吹を感じる中岳一帯
阿蘇カルデラを形成した巨大噴火の名残で、現在のカルデラ内の中央火口丘一帯が形成された。阿蘇中岳は現在も噴煙を上げるAランクの活火山である。中岳の噴火活動は一定のサイクルでが見られ、活動が平穏の時には美しいエメラルドグリーンの火口湖（湯だまり）を火口の淵まで行って見渡すことができる。しかし、平穏時でも人体に有害な火山ガスを一日数百トン放出しており、喘息や呼吸器系、心臓疾患などの持病を持つ人は火口周辺への立ち入りができない。また、中岳火口の周辺は過去の噴火や火山ガスの影響により、荒涼とした景観が広がっている。
3.火山の恵みと人間生活の歴史
阿蘇カルデラ内には、鉄道や国道が走り、約5万人もの人々が生活している。また、全国屈指の多雨地域である阿蘇は、中央火口丘や阿蘇カルデラの外輪山に降った雨が山麓で湧水となっており、阿蘇ジオパーク内には水源が多い。また、火山の熱源を由来とする温泉も多く、古くから観光地として栄えてきた歴史がある。
阿蘇神社は火山の神を祀り、その歴史は阿蘇火山と深い関係があるなど、阿蘇ジオパーク内には火山とその歴史に由来する神社仏閣が点在している。また、阿蘇の草原は千年以上前より形成されているといわれており、人々が長年野焼きにより景観を維持している。

## ジオサイト
阿蘇ジオパークは33のジオサイトで構成されている。
- 大観峰カルデラジオサイト
- 中岳ジオサイト
- 草千里ジオサイト
- 米塚ジオサイト
- 古坊中ジオサイト
- 仙酔峡ジオサイト
- 杵島岳ジオサイト
- 麓坊中ジオサイト
- 荻岳ジオサイト
- 古閑の滝ジオサイト
- 火山の神ジオサイト
- 阿蘇谷湧泉群ジオサイト
- 二重峠ジオサイト
- 阿蘇黄土ジオサイト
- 内牧温泉ジオサイト
- ミルクロード草原ジオサイト
- 押戸石ジオサイト
- 北外輪火砕流ジオサイト
- 小国郷温泉ジオサイト
- 池山・山吹ジオサイト
- 参勤交代道ジオサイト
- 草部ジオサイト
- らくだ山ジオサイト
- 南阿蘇湧泉群ジオサイト
- 地獄・垂玉温泉ジオサイト
- 南郷谷ジオサイト
- 羅漢山ジオサイト
- 俵山峠カルデラジオサイト
- 立野峡谷ジオサイト
- 白糸の滝ジオサイト
- 大峰火山ジオサイト
- 蘇陽峡ジオサイト
- 幣立宮ジオサイト

## 拠点施設
- 阿蘇火山博物館（阿蘇市）
- ASO田園空間博物館（阿蘇市）
- 南阿蘇ビジターセンター（高森町）
- ゆうステーション（小国町）

## 景観破壊
2017年9月14日、本ジオパーク内の立野峡谷ジオサイトにおいて、河岸の柱状節理の一部が阿蘇大橋の架け替えのため地元に無断で削られていたことが判明した。工事を行ったのは国土交通省熊本復興事務所。熊本県との事前協議では柱状節理の存在を共有していたが、削ることを県に伝えていなかった。これについて同事務所は「ジオパーク内での開発に法的な規制や報告義務はなく、地元との協議は特にしなかった」と説明している。